# Aeroporto Internazionale Bauerfield
L'Aeroporto Internazionale Bauerfield (IATA: VLI, ICAO: NVVV) è il principale aeroporto di Vanuatu ed è situato nella capitale Port Vila.